# 폴 가이즈
《폴 가이즈》(Fall Guys)는 2020년 공개된 미디어토닉이 개발하고, 디볼버 디지털이 배급한 비디오 게임이다.
2019년 6월 E3에서 발표되었으며 마이크로소프트 윈도우와 플레이스테이션 4용으로 2020년 8월 4일 출시되었다. 이 게임은 《다케시 성》, 《잇츠 어 녹아웃》(It's a Knockout)과 같은 게임 쇼로부터 영감을 받아 만들어졌다.
현재 스팀, 에픽 게임즈, PSN 스토어, 닌텐도 e샵에서 무료로 배포되고 있다.

## 게임 플레이
최대 60명의 플레이어가 배틀로얄 스타일의 게임플레이에서 시합을 겨룬다. 젤리빈 같은 피규어들로 등장하는 플레이어들은 점프하고 붙잡고 슬라이딩하는 등의 추가 움직임과 더불어 3차원 놀이터 주변을 움직이면서 게임을 플레이한다. 무작위로 선택되는 미니 게임들 각각을 성공적으로 완수함으로써 최종 라운드에 홀로 남아 승리(영어권에서는 자격을 갖춤을 의미하는 qualify라는 용어를 사용하지만 한국어판에서는 '성공'으로 번역된다.)하는 것이 목적이다. 특정 미니 게임들은 맵 끝자락의 결승선을 향해 돌진하는 것이 수반되며 다른 미니 게임들은 팀워크 요소를 추가하고 있다. 모든 미니 게임에서 지도 주위에 장애물이 등장하여 복잡도를 더한다. 미니 게임에서 너무 느리거나 특정 조건을 만족하지 못한 플레이어는 탈락한다.(영어판에서는 제거를 의미하는 eliminated로 표기되지만 한국어판에서는 '실패'로 번역된다.) 최종 라운드에서 남아있는 몇 안 되는 플레이어들은 적은 수의 플레이어 규모용으로 설계된 무작위의 미니 게임으로 최종 경기를 치른다. 시합의 승자는 라스트 플레이어 스탠딩이 된다.
게임 내 화폐인 쿠도스(Kudos)를 사용하면 게임 내에서 색상이나 의상 등을 구매하여 캐릭터를 꾸밀 수 있다. 플레이어는 시합을 성공하면 쿠도스를 얻고 마지막 라운드까지 최종 성공 시 왕관(프리미엄 화폐)을 얻는다. 일부 의상은 각기 다른 게임의 캐릭터의 의상으로 표출된다. 이 게임은 게임 내 추가 화폐 구매를 위한 소액결제를 지원한다.

## 개발과 출시
폴가이즈: 얼티밋 넉아웃의 개념은 미디어토닉이 2018년 1월 다른 프로젝트를 논의할 때 시작되었다. 한 멤버인 수석 디자이너 조 월시(Joe Walsh)는 다케시 성과 토털 와이프아웃과 같은 게임쇼가 떠올랐다고 의견을 툭 던졌다. 이러한 영감을 받아 그는 현재의 폴 가이즈: 얼티밋 넉아웃 게임을 위한 구상 문서를 작성하게 되었다. 원래 제목은 Fools' Gauntlet이었으며 월시의 구상은 100명의 플레이어가 육체적 도전들로 구성되는 배틀로얄로 경쟁하는 것이었다. 크리에이티브 감독 제프 탠튼(Jeff Tanton)은 또다른 배틀로얄 게임을 만드는 일이 성공적일 것이라는 데 의심을 두었으나 빠르게 게임의 잠재력을 수긍하고 월시의 구상을 미디어토닉의 설립자들에게 전달하였다.
이때 탠튼과 월시는 게임을 위한 피치 덱 작업을 시작하였다. 피치 덱에서 콘셉트 아티스트 댄 호앙은 공중에서 장애물 코스 위를 달리는 컬러풀한 젤리빈 모양의 캐릭터들이 등장하는 이미지를 만들었다. 탠튼은 호앙의 캐릭터 디자인이 게임의 포커스를 장애물 코스 그 자체로부터 벗어나 캐릭터에 집중시키는데 도움을 주었다고 설명하였다. 피치 덱이 완성되자 탠튼은 게임을 2018 게임 개발자 콘퍼런스에서 10개의 각기 다른 퍼블리셔에게 보여주었다. 디볼버 디지털이 게임 퍼블리싱에 동의한 이후 개발은 6개월 뒤 시작되었다.
폴 가이즈: 얼티밋 넉아웃은 작은 팀을 꾸려서 초기 프로토타이핑 과정으르 시작하였고 개발 중에는 30명으로 증가하였다. 개별 미니게임들의 초기 진척은 느렸는데 이로 인해 팀이 런칭을 위해 충분한 콘텐츠를 확보할 수 있을지 염려하였다.
2019년 6월 E3에서 폴 가이즈: 얼티밋 녹아웃이 발표되었으며 2020년 8월 4일 마이크로소프트 윈도우와 플레이스테이션 4용으로 출시되었다. 출시 전에 폴 가이즈: 얼티밋 넉아웃은 8월 마지막 기간 동안 플레이스테이션 플러스 멤버들에게 무료로 제공된다고 발표하였다.
2020년 8월 12일, 미디어토닉은 다음날 최초의 주요 업데이트가 있을 것이라 발표하였으며 추가 콘텐츠는 추후 추가될 것이라고 발표하였다. 그 달의 나중에 미디어토닉은 중세시대 테마의 두 번째 시즌의 트레일러를 게임스컴에서 공개하였다.

## 반응
리뷰 애그리게이터 웹사이트 메타크리틱에 따르면 《폴 가이즈: 얼티밋 녹아웃》은 전반적으로 호의적인 평가를 받았다.

## 같이 보기
- 어몽 어스
- 브로 폴즈

## 참조

### 내용주
1. ↑  이전 제목은 《폴 가이즈: 얼티밋 녹아웃》(Fall Guys: Ultimate Knockout)